# Proseč nad Nisou
Proseč nad Nisou (německy Proschwitz an der Neiße) je část okresního města Jablonec nad Nisou. Nachází se na západě Jablonce nad Nisou. Prochází tudy železniční trať Liberec–Harrachov. Proseč nad Nisou je také název katastrálního území o rozloze 5,53 km².

## Historie
První písemná zmínka o vesnici pochází z roku 1559.
Až do roku 1945 byla Proseč nad Nisou (německy Proschwitz an der Neise, česky dříve Prošovice[zdroj?]) významným centrem textilního průmyslu. Z dalších odvětví zde působila tiskárna Conrada Jägera, kde se tiskly na přelomu 19. a 20. století především litografické pohlednice, ale i hrací karty. V roce 1982 se doposud samostatná obec stala součástí Jablonce nad Nisou.

## Pamětihodnosti
- Rozhledna Nad Prosečí